# グラネス
グラネス株式会社は東京都港区に本社を置く、法人向け高級記念品の企画・販売を行う企業。自社デザイン開発のレザーアイテムほか国内生産の陶磁器等を扱い、日本製に特化した高級記念品や高級ノベルティの販売を行う。ミッションステートメントは「心を贈り続けて」

## 概要
2007年に純国産バッグブランドとして創設。2008年から法人向けに高級記念品の販売を開始。本革製のトレー、マウスパッド、社員証ケース、ブックカバーなどのステーショナリーやオフィスアイテム、高級ビジネスアイテムに幅を広げている。その中でもIDホルダー・社員証ケースは、上場企業を始めとする多数の有名企業からのオーダー実績を有している。

## デザイナー
デザイナーは、慶應義塾大学出身の伊藤妃実子。もともと建築家志望でデザインを学んでいたため、見た目の美しさだけでなく機能性を重視していたが、描くパターン（型紙）は技術的に複雑だった。作り手にとっては難易度が高く、最後にたどり着いた浅草で、そのデザインを「面白い。作るよ」と言ったベテラン職人との出会いが転機になり、GRANESS誕生のきっかけになった。

## IDホルダー及び社員証ケース
2015年より高級本革に特化したIDケースの研究開発をスタートした。当時、初めて社員証ケースの製作依頼に訪れたIT企業の役員が、自分の社員証ケースをポケットから取り出し「見てくださいよ、このペラペラ。モチベーションが下がって（身に）つけられませんよ」と発言したことがきっかけとなったという。“良いスーツやネクタイを身につけることと同等の価値”　“延いては企業価値の向上にも寄与”　を意図し、2017年「日本製×高級本革のID・社員証ケース」の販売を開始した。以後、大手企業からの受注や人気のテレビドラマに採用されるなど実績を重ね、法人を中心に累計5万本の販売数を達成した。

## UX・CXデザインとシステム設計
法人記念品事業を開始した2008年当時は、高級記念品は百貨店外商取引が主流であり、Webサイト上だけで企業がオーダーするということは稀であった中、高級コーポレートギフトというブルーオーシャン市場を開拓した。2022年にはDXの推進を意図し、Webサイトにおいて独自開発システム「オーダーメイド自動見積書発行システム」を開発。2024年にはユーザー自身の手でオリジナルデザインが可能となる「オートクチュールシステム®︎」をリリースした。経済産業省の事業再構築補助金第6回に採択され「最高の顧客体験」を目的にしたシステムの開発を行なっている。